# Avenida Burke (línea White Plains Road)
Avenida Burke es una estación en la línea White Plains Road del Metro de Nueva York de la división A del Interborough Rapid Transit Company (IRT). Se encuentra localizada en Allerton, Bronx entre la Avenida Burke y White Plains Road. Los trenes de los servicios  y  se detienen en esta estación.